# Christophe Jallet
Christophe Jallet (Cognac, 1983. október 31. –) francia válogatott labdarúgó.

## Pályafutása

### Klubcsapatban
Szülővárosa csapatában az UA Cognac együttesében kezdte fiatalon, majd a Niort együtteséhez került, itt a csatárok mögött szerepelt. 2001-ben egy alkalommal a kispadon kapott lehetőséget a bajnokságban. 2006 nyaráig volt a klub játékosa és 68 tétmérkőzésen 7 gólt szerzett védő létére. A következő csapata a Lorient volt, itt már az élvonalban léphetett pályára. 2009. július 6-án csatlakozott a Paris Saint-Germain klubjához, négy évre írt alá. augusztus 15-én a Le Mans ellen mutatkozott be a bajnokságban. A következő frdulóban a Valenciennes ellen megszerezte első gólját is, majd a Lille OSC ellen is szerzett egy gólt. A szezon során 35 bajnokin 3 gólt és 11 gólpasszt jegyzett.
2014. július 23-án aláírt az Olympique Lyonhoz és a 13-as mezszámot kapta. Három évvel később az OGC Nice játékosa lett, ingyen. 2019. július 23-án az Amiens csapatába szerződött. A 2019–20-as szezon végén bejelentette, hogy visszavonul.

### A válogatottban
2012. augusztus 15-én debütált a francia labdarúgó-válogatottban az uruguayi labdarúgó-válogatott elleni 0–0-s döntetlennel végződő felkészülési találkozón. Szeptember 11-én a második válogatott mérkőzésén a fehérorosz labdarúgó-válogatott ellen megszerezte első gólját. Bekerült a 2016-os labdarúgó-Európa-bajnokságon részt vevő ezüstérmes keretbe, de pályára nem lépett.

## Statisztika

### Válogatott
| Válogatott    | Év       | Mérkőzések | Gólok |
| ------------- | -------- | ---------- | ----- |
| Franciaország | 2012     | 3          | 1     |
| Franciaország | 2013     | 2          | 0     |
| Franciaország | 2014     | 2          | 0     |
| Franciaország | 2015     | 3          | 0     |
| Franciaország | 2016     | 1          | 0     |
| Franciaország | 2017     | 5          | 0     |
| összesen      | összesen | 16         | 1     |

### Válogatott góljai
| # | Időpont              | Helyszín                                    | Ellenfél         | Gólok | Eredmény | Kiírás                                     |
| - | -------------------- | ------------------------------------------- | ---------------- | ----- | -------- | ------------------------------------------ |
| 1 | 2012. szeptember 11. | Stade de France, Saint-Denis, Franciaország | Fehéroroszország | 2–0   | 3–1      | 2014-es labdarúgó-világbajnokság-selejtező |

## Sikerei, díjai

### Klub
- Niort
  - Francia harmadosztály: 2005–06
- Paris Saint-Germain FC
  - Francia bajnokság: 2012–13, 2013–14
  - Francia kupa: 2009–10
  - Francia labdarúgó-ligakupa: 2013–14
  - Francia szuperkupa: 2013

### Válogatott
Franciaország
- Labdarúgó-Európa-bajnokság
  - döntős: 2016